# NewSpace
NewSpace (НовийКосмос) (Раніше alt.space, також new space і commercial space) - загальна назва руху і філософії. Ці терміни застосовуються для позначення щодо нового явища в космонавтиці, а саме, аерокосмічних компаній, що працюють на комерційній основі незалежно від урядів. Метою руху є надання дешевого доступу в космос аж до освоєння Марса і колонізації космосу.

## Учасники

### Приватні компанії
- SpaceX
- Relativity Space
- Blue Origin
- Astra Space
- SpinLaunch
- Firefly Aerospace

### Інші організації
- Space Access Society
- Space Angels Network
- Space Foundation
- Space Frontier Foundation
- Space Settlement Institute
- Space Tourism Society
- SpaceIL
- TMRO